# Lista stadionów piłkarskich w Polsce
Poniższa lista przedstawia największe stadiony piłkarskie w Polsce, sklasyfikowane według kryterium pojemności trybun.
Zestawienie uwzględnia obiekty o pojemności trybun powyżej 4980 miejsc, na których rozgrywano mecze na minimum trzecim poziomie rozgrywek piłkarskich w Polsce.
Cztery stadiony z listy: Stadion Narodowy w Warszawie, Stadion Miejski we Wrocławiu, Stadion Miejski w Poznaniu oraz PGE Arena Gdańsk były arenami piłkarskich Mistrzostw Europy 2012.
Legenda:
- Stadiony IV kategorii UEFA
- Stadiony w budowie lub przebudowie
- Stadiony zamknięte lub zburzone

| Lp. | Nazwa stadionu                                                             | Miejscowość             | Województwo         | Drużyny                                           | Dyscypliny sportu          | Oświetlenie                     | Zadaszenie                                       | Pojemność całkowita   | Miejsca siedzące       | Zdjęcie |
| --- | -------------------------------------------------------------------------- | ----------------------- | ------------------- | ------------------------------------------------- | -------------------------- | ------------------------------- | ------------------------------------------------ | --------------------- | ---------------------- | ------- |
| 1   | Stadion Narodowy im. Kazimierza Górskiego w Warszawie                      | Warszawa                | mazowieckie         | Reprezentacja Polski                              | piłka nożna                | 2400 lux                        | pełne, z opcją zamknięcia dachu nad płytą boiska | 58 274                | 58 274                 |         |
| 2   | Stadion Śląski                                                             | Chorzów                 | śląskie             | Ruch Chorzów Reprezentacja Polski                 | lekkoatletyka, piłka nożna | 2000 lux                        | pełne                                            | 54 378                | 54 378                 |         |
| 3   | Enea Stadion                                                               | Poznań                  | wielkopolskie       | Lech Poznań                                       | piłka nożna                | 2000 lux                        | pełne                                            | 42 837                | 42 837                 |         |
| 4   | Tarczyński Arena                                                           | Wrocław                 | dolnośląskie        | Śląsk Wrocław                                     | piłka nożna                | 2000 lux                        | pełne                                            | 42 771                | 42 771                 |         |
| 5   | Polsat Plus Arena Gdańsk                                                   | Gdańsk                  | pomorskie           | Lechia Gdańsk                                     | piłka nożna                | 2000 lux                        | pełne                                            | 41 620                | 41 620                 |         |
| 6   | Stadion RKS Skra (w przebudowie)                                           | Warszawa                | mazowieckie         | Skra Warszawa Warszawianka                        | lekkoatletyka, piłka nożna | brak                            | brak                                             | 35 000                | brak                   |         |
| 7   | Stadion Miejski im. Henryka Reymana w Krakowie                             | Kraków                  | małopolskie         | Wisła Kraków                                      | piłka nożna                | 2000 lux                        | pełne                                            | 33 130                | 33 130                 |         |
| 8   | Stadion Wojska Polskiego w Warszawie                                       | Warszawa                | mazowieckie         | Legia Warszawa                                    | piłka nożna                | 2000 lux                        | pełne                                            | 31 006                | 31 006                 |         |
| 9   | Stadion im. Ernesta Pohla (Arena Zabrze)                                   | Zabrze                  | śląskie             | Górnik Zabrze                                     | piłka nożna                | 2000 lux                        | pełne                                            | 28 236                | 28 236                 |         |
| 10  | Chorten Arena                                                              | Białystok               | podlaskie           | Jagiellonia Białystok                             | piłka nożna                | 2000 lux                        | pełne                                            | 22 372                | 22 372                 |         |
| 11  | Stadion Miejski im. Floriana Krygiera w Szczecinie                         | Szczecin                | zachodniopomorskie  | Pogoń Szczecin                                    | piłka nożna                | 2300 lux                        | pełne                                            | 21 163                | 21 163                 |         |
| 12  | Stadion im. Zdzisława Krzyszkowiaka                                        | Bydgoszcz               | kujawsko-pomorskie  | Zawisza Bydgoszcz                                 | piłka nożna, lekkoatletyka | 1600 lux                        | niepełne                                         | 20 559                | 20 559                 |         |
| 13  | Stadion Miejski w Łodzi                                                    | Łódź                    | łódzkie             | ŁKS Łódź                                          | piłka nożna, rugby         | 2000 lux                        | pełne                                            | 18 029                | 18 029                 |         |
| 14  | Stadion Widzewa Łódź                                                       | Łódź                    | łódzkie             | Widzew Łódź                                       | piłka nożna, rugby         | 2000 lux                        | pełne                                            | 18 018                | 18 018                 |         |
| 15  | KGHM Zagłębie Arena                                                        | Lubin                   | dolnośląskie        | Zagłębie Lubin                                    | piłka nożna                | 2000 lux                        | pełne                                            | 16 086                | 16 086                 |         |
| 16  | Motor Lublin Arena                                                         | Lublin                  | lubelskie           | Motor Lublin                                      | piłka nożna                | 2000 lux                        | pełne                                            | 15 247                | 15 247                 |         |
| 17  | Stadion Miejski w Tychach                                                  | Tychy                   | śląskie             | GKS Tychy                                         | piłka nożna                | 2000 lux                        | pełne                                            | 15 150                | 15 150                 |         |
| 18  | Stadion Miejski w Gdyni                                                    | Gdynia                  | pomorskie           | Arka Gdynia Bałtyk Gdynia                         | piłka nożna                | 2000 lux                        | pełne                                            | 15 139                | 15 139                 |         |
| 19  | Exbud Arena                                                                | Kielce                  | świętokrzyskie      | Korona Kielce                                     | piłka nożna                | 1989 lux                        | pełne                                            | 15 122                | 15 122                 |         |
| 20  | Arena Katowice                                                             | Katowice                | śląskie             | GKS Katowice                                      | piłka nożna                | b.d.                            | pełne                                            | 15 048                | 15 048                 |         |
| 21  | Stadion Cracovii                                                           | Kraków                  | małopolskie         | Cracovia                                          | piłka nożna                | 3000 lux                        | pełne                                            | 15 016                | 15 016                 |         |
| 22  | Orlen Stadion im. Kazimierza Górskiego w Płocku                            | Płock                   | mazowieckie         | Wisła Płock                                       | piłka nożna                | 1600 lux                        | pełne                                            | 15 004                | 15 004                 |         |
| 23  | Stadion Miejski w Bielsku-Białej                                           | Bielsko-Biała           | śląskie             | Podbeskidzie Bielsko-Biała BKS Stal Bielsko-Biała | piłka nożna                | 2900 lux                        | pełne                                            | 14 963                | 14 963                 |         |
| 24  | Stadion Miejski Jaskółcze Gniazdo w Tarnowie                               | Tarnów                  | małopolskie         | Unia Tarnów                                       | piłka nożna, żużel         | 900 lux                         | niepełne                                         | 14 790                | 14 790                 |         |
| 25  | Stadion im. Braci Czachorów (w przebudowie (II etap))                      | Radom                   | mazowieckie         | Radomiak Radom                                    | piłka nożna                | 1600 lux                        | pełne                                            | 8840(docelowo 14 440) | 8840 (docelowo 14 440) |         |
| 26  | Stadion Miejski w Ostrowie Wielkopolskim                                   | Ostrów Wielkopolski     | wielkopolskie       | Ostrovia 1909 TŻ Ostrovia                         | piłka nożna, żużel         | 1800 lux                        | niepełne                                         | 12 000                | 12 000                 |         |
| 27  | Stadion Gdańskiego Ośrodka Sportu                                          | Gdańsk                  | pomorskie           | Lechia Gdańsk                                     | piłka nożna, rugby         | 2000 lux                        | niepełne                                         | 11 811                | 11 811                 |         |
| 28  | ArcelorMittal Park                                                         | Sosnowiec               | śląskie             | Zagłębie Sosnowiec                                | piłka nożna                | 3200 lux                        | pełne                                            | 11 600                | 11 600                 |         |
| 29  | Itaka Arena                                                                | Opole                   | opolskie            | Odra Opole                                        | piłka nożna                | 2000 lux                        | pełne                                            | 11 600                | 11 600                 |         |
| 30  | Stadion Miejski Stal w Rzeszowie (w przebudowie)                           | Rzeszów                 | podkarpackie        | Stal Rzeszów                                      | piłka nożna, żużel         | 500 lux (murawa), 900 lux (tor) | niepełne                                         | 11 547                | 11 547                 |         |
| 31  | Stadion Miejski im. Marszałka Józefa Piłsudskiego w Bydgoszczy             | Bydgoszcz               | kujawsko-pomorskie  | BTŻ Polonia Bydgoszcz BKS Polonia Bydgoszcz       | żużel, piłka nożna         | 1000 lux                        | niepełne                                         | 11 000                | 11 000                 |         |
| 32  | Stadion MOSiR Rybnik                                                       | Rybnik                  | śląskie             | ROW 1964 Rybnik ROW Rybnik                        | piłka nożna, żużel         | 1200 lux                        | niepełne                                         | 10 304                | 10 304                 |         |
| 33  | Stadion OSiR-u w Raciborzu                                                 | Racibórz                | śląskie             | Unia Racibórz                                     | lekkoatletyka, piłka nożna | 4 maszty                        | niepełne                                         | 10 000                | 6000                   |         |
| 34  | Stadion Miejski w Gliwicach                                                | Gliwice                 | śląskie             | Piast Gliwice                                     | piłka nożna                | 2000 lux                        | pełne                                            | 9 913                 | 9 913                  |         |
| 35  | Stadion MOSiR Bystrzyca w Lublinie                                         | Lublin                  | lubelskie           | Speedway Lublin Motor Lublin                      | żużel, piłka nożna         | 1100 lux                        | niepełne                                         | 9818                  | 9818                   |         |
| 36  | Stadion Ruchu Chorzów (obecnie zamknięty, planowana przebudowa po sezonie) | Chorzów                 | śląskie             | Ruch Chorzów                                      | piłka nożna                | 1715 lux                        | niepełne                                         | 9300                  | 9300                   |         |
| 37  | Miejski Stadion Sportowy KSZO w Ostrowcu Świętokrzyskim                    | Ostrowiec Świętokrzyski | świętokrzyskie      | KSZO 1929 Ostrowiec Świętokrzyski                 | piłka nożna                | 1500 lux                        | pełne                                            | 8500                  | 8500                   |         |
| 38  | Stadion Oporowska                                                          | Wrocław                 | dolnośląskie        | Śląsk Wrocław                                     | piłka nożna                | 1400 lux                        | niepełne                                         | 8346                  | 8346                   |         |
| 39  | Stadion Miejski w Kaliszu                                                  | Kalisz                  | wielkopolskie       | KKS Kalisz                                        | piłka nożna, lekkoatletyka | 1200 lux                        | niepełne                                         | 8166                  | 8166                   |         |
| 40  | Stadion im. Ojca Władysława Augustynka (w przebudowie)                     | Nowy Sącz               | małopolskie         | Sandecja Nowy Sącz                                | piłka nożna                | 1600 lux                        | niepełne                                         | 8111                  | 8111                   |         |
| 41  | Stadion im. Złotej Jedenastki Kazimierza Górskiego w Koninie               | Konin                   | wielkopolskie       | Medyk Konin Górnik Konin                          | piłka nożna                | brak                            | niepełne                                         | 7871                  | 2921                   |         |
| 42  | Stadion OSiR w Zamościu                                                    | Zamość                  | lubelskie           | Hetman Zamość Agros Zamość                        | piłka nożna, lekkoatletyka | brak                            | niepełne                                         | 7600                  | 7600                   |         |
| 43  | Stadion Miejski w Jeleniej Górze                                           | Jelenia Góra            | dolnośląskie        | Karkonosze Jelenia Góra                           | piłka nożna, lekkoatletyka | 500 lux                         | niepełne                                         | 7558                  | 1558                   |         |
| 44  | Stadion Ludowy                                                             | Sosnowiec               | śląskie             | Zagłębie Sosnowiec                                | piłka nożna                | 1877 lux                        | niepełne                                         | 7500                  | 7500                   |         |
| 45  | Stadion Górnika Łęczna                                                     | Łęczna                  | lubelskie           | Górnik Łęczna                                     | piłka nożna                | 1900 lux                        | niepełne                                         | 7464                  | 7464                   |         |
| 46  | Stadion Polonii Warszawa                                                   | Warszawa                | mazowieckie         | Polonia Warszawa                                  | piłka nożna                | 1600 lux                        | niepełne                                         | 7152                  | 7152                   |         |
| 47  | Stadion MOSiR w Zielonej Górze                                             | Zielona Góra            | lubuskie            | Lechia Zielona Góra                               | lekkoatletyka, piłka nożna | brak                            | brak                                             | 7100                  | 7100                   |         |
| 48  | Stadion Miejski w Jaworznie                                                | Jaworzno                | śląskie             | Szczakowianka Jaworzno Victoria Jaworzno          | piłka nożna                | brak                            | niepełne                                         | 7000                  | 5708                   |         |
| 49  | Stadion Miejski im. Grzegorza Lato w Mielcu                                | Mielec                  | podkarpackie        | FKS Stal Mielec LKS Stal Mielec                   | piłka nożna, lekkoatletyka | 2000 lux                        | pełne                                            | 6864                  | 6864                   |         |
| 50  | Stadion GKS Katowice                                                       | Katowice                | śląskie             | GKS Katowice                                      | piłka nożna                | 1800 lux                        | niepełne                                         | 6710                  | 6710                   |         |
| 51  | Stadion Miejski w Legnicy                                                  | Legnica                 | dolnośląskie        | Miedź Legnica                                     | piłka nożna                | 2000 lux                        | pełne                                            | 6156                  | 6156                   |         |
| 52  | Stadion Miejski im. Grzegorza Duneckiego w Toruniu                         | Toruń                   | kujawsko-pomorskie  | Elana Toruń                                       | piłka nożna, lekkoatletyka | 1600 lux                        | niepełne                                         | 6000                  | 4300                   |         |
| 53  | Stadion SOSiR w Słubicach                                                  | Słubice                 | lubuskie            | Polonia Słubice Lubusz Słubice                    | piłka nożna, lekkoatletyka | 3 maszty                        | niepełne (arkady)                                | 6000                  | 3056                   |         |
| 54  | Stadion MOSiR w Wodzisławiu Śląskim                                        | Wodzisław Śląski        | śląskie             | Odra Wodzisław                                    | piłka nożna, lekkoatletyka | 2000 lux                        | niepełne                                         | 5835                  | 3000                   |         |
| 55  | Stadion Miejski w Jastrzębiu-Zdroju                                        | Jastrzębie-Zdrój        | śląskie             | GKS Jastrzębie                                    | piłka nożna, lekkoatletyka | 1400 lux                        | niepełne                                         | 5650                  | 5650                   |         |
| 56  | Miejski Stadion Piłkarski Raków w Częstochowie                             | Częstochowa             | śląskie             | Raków Częstochowa                                 | piłka nożna                | 1600 lux                        | niepełne                                         | 5500                  | 5500                   |         |
| 57  | Stadion im. Edwarda Szymkowiaka                                            | Bytom                   | śląskie             | Polonia Bytom                                     | piłka nożna                | 1840 lux                        | niepełne                                         | 5500                  | 5500                   |         |
| 58  | Stadion WKS Wawel                                                          | Kraków                  | małopolskie         | Wawel Kraków                                      | piłka nożna, lekkoatletyka | brak                            | niepełne                                         | 5500                  | 5500                   |         |
| 59  | Stadion Naprzodu Rydułtowy                                                 | Rydułtowy               | śląskie             | Naprzód Rydułtowy                                 | piłka nożna, lekkoatletyka | brak                            | niepełne                                         | 5500                  | 3500                   |         |
| 60  | Stadion Dyskobolii Grodzisk Wielkopolski                                   | Grodzisk Wielkopolski   | wielkopolskie       | Dyskobolia Grodzisk Wielkopolski                  | piłka nożna                | 2555 lux                        | niepełne                                         | 5383                  | 5383                   |         |
| 61  | Stadion Miejski w Grudziądzu                                               | Grudziądz               | kujawsko-pomorskie  | Olimpia Grudziądz                                 | piłka nożna, lekkoatletyka | 4 maszty                        | niepełne                                         | 5323                  | 5323                   |         |
| 62  | Stadion Amiki Wronki                                                       | Wronki                  | wielkopolskie       | Błękitni Wronki Amica Wronki Lech II Poznań       | piłka nożna                | 1400 lux                        | niepełne                                         | 5296                  | 5296                   |         |
| 63  | GIEKSA Arena                                                               | Bełchatów               | łódzkie             | GKS Bełchatów                                     | piłka nożna                | 2000 lux                        | pełne                                            | 5264                  | 5264                   |         |
| 64  | Stadion Miejski „Odra”                                                     | Opole                   | opolskie            | Odra Opole                                        | piłka nożna                | 1600 lux                        | niepełne                                         | 5060                  | 5060                   |         |
| 65  | Stadion Miejski w Radomsku                                                 | Radomsko                | łódzkie             | RKS Radomsko                                      | piłka nożna                | brak                            | niepełne                                         | 5000                  | 5000                   |         |
| 66  | Stadion Leśny w Sopocie                                                    | Sopot                   | pomorskie           | SKLA Sopot                                        | lekkoatletyka, piłka nożna | brak                            | brak                                             | 5000                  | 5000                   |         |
| 67  | Stadion Korony Kielce                                                      | Kielce                  | świętokrzyskie      | Korona Kielce                                     | piłka nożna                | 300 lux                         | niepełne                                         | 5000                  | 5000                   |         |
| 68  | Stadion Ośrodka Sportu i Rekreacji w Gorzowie Wielkopolskim                | Gorzów Wielkopolski     | lubuskie            | Stilon Gorzów Wielkopolski                        | piłka nożna                | brak                            | niepełne                                         | 5000                  | 3000                   |         |
| 69  | Stadion 650-lecia w Słupsku                                                | Słupsk                  | pomorskie           | SKLA Słupsk Czarni Słupsk                         | lekkoatletyka, piłka nożna | 8 masztów                       | niepełne                                         | 5000                  | 3000                   |         |
| 70  | Stadion Miejski w Ostródzie                                                | Ostróda                 | warmińsko-mazurskie | Sokół Ostróda                                     | piłka nożna                | 1235 lux                        | niepełne                                         | 4998                  | 4998                   |         |
| 71  | Stadion OSiR-u we Włocławku                                                | Włocławek               | kujawsko-pomorskie  | Włocłavia Włocławek                               | piłka nożna, lekkoatletyka | 1400 lux                        | niepełne                                         | 4980                  | 4980                   |         |